# Comuna Vutcani, Vaslui
Vutcani este o comună în județul Vaslui, Moldova, România, formată din satele Mălăiești, Poșta Elan și Vutcani (reședința).

## Obiective turistice

### Muzeul
Muzeul Sătesc din comuna Vutcani a fost înființat în 1983, iar între timp, a cunoscut mai multe modificări, atât ca spațiu, cât și în privința colecțiilor sale pentru care Ion Diaconu, profesor în localitate, s-a preocupat îndelung. El este și autorul unei monografii a comunei Vutcani, realizată de Muzeul Județean „Ștefan cel Mare“ Vaslui.

## Demografie
Componența etnică a comunei Vutcani
     Români (92,67%)
     Alte etnii (7,33%)
Componența confesională a comunei Vutcani
     Ortodocși (91,29%)
     Alte religii (1,05%)
     Necunoscută (7,66%)
Conform recensământului efectuat în 2021, populația comunei Vutcani se ridică la 1.527 de locuitori, în scădere față de recensământul anterior din 2011, când fuseseră înregistrați 2.035 de locuitori. Majoritatea locuitorilor sunt români (92,67%). Din punct de vedere confesional, majoritatea locuitorilor sunt ortodocși (91,29%), iar pentru 7,66% nu se cunoaște apartenența confesională.

## Politică și administrație
Comuna Vutcani este administrată de un primar și un consiliu local compus din 11 consilieri. Primarul, Silviana Bahrim[*], de la Partidul Social Democrat, este în funcție din 2000. Începând cu alegerile locale din 2024, consiliul local are următoarea componență pe partide politice:
|  | Partid                    | Consilieri | Componența Consiliului | Componența Consiliului | Componența Consiliului | Componența Consiliului | Componența Consiliului | Componența Consiliului | Componența Consiliului | Componența Consiliului | Componența Consiliului | Componența Consiliului |
|  | ------------------------- | ---------- | ---------------------- | ---------------------- | ---------------------- | ---------------------- | ---------------------- | ---------------------- | ---------------------- | ---------------------- | ---------------------- | ---------------------- |
|  | Partidul Social Democrat  | 10         |                        |                        |                        |                        |                        |                        |                        |                        |                        |                        |
|  | Partidul Național Liberal | 1          |                        |                        |                        |                        |                        |                        |                        |                        |                        |                        |

## Personalități
- Calinic Dima (1834-1887), episcop de Huși (1879-1886)
- Gheorghe Alexa (1891 - 1985), chimist, profesor universitar
- Gheorghe Ivănescu (1912 - 1987), lingvist, academician.